# Darnius
Darnius è un comune spagnolo di 514 abitanti situato nella comunità autonoma della Catalogna.